# Tsend-Ajuusch Chürelbaataryn
Tsend-Ajuusch Chürelbaataryn (mongolisch Хүрэлбаатарын Цэнд-Аюуш, ᠬᠦᠷᠪᠡᠯᠪᠠᠭᠠᠲᠤᠷᠤᠨ ᠴᠢᠨᠳᠦ-ᠠᠶᠤᠱᠢ; * 22. Februar 1990 in Ulaanbaatar) ist ein mongolischer Fußballspieler. Er ist aktuell für den Verein Deren FC und in der mongolischen Fußballnationalmannschaft aktiv.

## Karriere

### Verein
Von 2006 bis 2017 spielte Chürelbaataryn im Verein Khoromkhon Club. Seit 2017 ist er im Verein Deren FC.

### Nationalmannschaft
Seit 2007 spielte Chürelbaataryn in der Mongolische Fußballnationalmannschaft. Bekannt wurde er durch die AFC-Qualifikation 2014, wo Chürelbaataryn am 29. Juni 2011 gegen Myanmar gespielt hatte. Zudem schoss er sein erstes Ländertor.